# Atoll Palmyra
Pour les articles homonymes, voir Palmyra.
L'atoll Palmyra, en anglais Palmyra Atoll, est un atoll de l'océan Pacifique Nord administré par le gouvernement fédéral des États-Unis en tant que territoire incorporé et non organisé. C'est le seul territoire ayant ce double statut. D'une superficie de 12 km2, l'atoll fait partie de l'archipel des îles de la Ligne et se situe à 669 km au nord-ouest de Kiritimati (ou île Christmas), dans le même archipel, en république des Kiribati, et à 1 765 km au sud-sud-ouest d'Honolulu (État d'Hawaï). Il fait partie du refuge faunique national de l'Atoll-Palmyra qui fait lui-même partie du Pacific Remote Islands Marine National Monument.

## Statut politique
Depuis 1959, l'atoll Palmyra est le seul territoire incorporé des États-Unis, ce qui signifie que l'ensemble des dispositions de la Constitution américaine s'appliquent à ce territoire qui est sous la souveraineté américaine de façon inamovible. Toutefois, l'atoll Palmyra étant aussi un territoire non-organisé, aucun acte du Congrès ne spécifie de quelle façon ce territoire devrait être gouverné, ce qui n'est pas essentiel puisque l'atoll est inhabité.
La question du gouvernement de l'atoll Palmyra est en fin de compte purement théorique du fait de l'absence de population permanente et du peu de probabilité qu'il y ait un jour des habitants. L'île Cooper au sein de cet atoll est détenue par The Nature Conservancy et est administrée comme une réserve naturelle. Le reste de l'atoll est une terre fédérale et ses eaux sont sous la juridiction de l'United States Fish and Wildlife Service. Du fait de l'absence de gouvernement local, l'atoll est administré directement depuis Washington par l'office des affaires insulaires dépendant du département de l'intérieur.
Il n'existe aucune activité économique sur l'atoll. La plupart des routes ont été construites durant la Seconde Guerre mondiale. Elles sont maintenant hors d'usage et envahies d'herbes et de buissons. Il subsiste une piste d'atterrissage de 2 000 mètres de long construite par l'US Navy à la même époque.

## Histoire

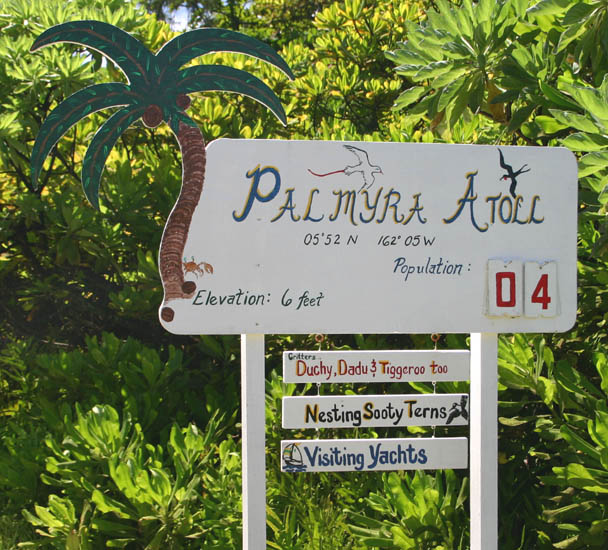
Panneau de bienvenue sur l'atoll en juin 2005.

L'atoll Palmyra est aperçu pour la première fois en 1798 par le capitaine américain Edmund Fanning, originaire du Connecticut. Il dirige alors le Betsy en route vers l'Asie. Selon les rapports, Fanning se réveilla à trois reprises la nuit précédente. La troisième fois, il prit cela pour une prémonition et ordonna à son premier matelot de virer de bord. Le matin suivant, le navire reprend son trajet mais au bout d'un mille nautique, il atteint le récif de Palmyra. Sans le changement de direction durant la nuit, il est possible que le navire se serait échoué. Le 7 novembre 1802, le premier Occidental débarqua sur l'atoll en la personne du capitaine Sawle qui dirigeait l'USS Palmyra qui venait de s'échouer sur le récif.
En 1859, l'atoll Palmyra fut revendiqué par les Américains. C'est le Dr Gerrit P. Judd du Josephine qui porta cette déclaration en vertu du Guano Islands Act de 1856. Toutefois, aucune trace de guano ne se trouve sur l'île.

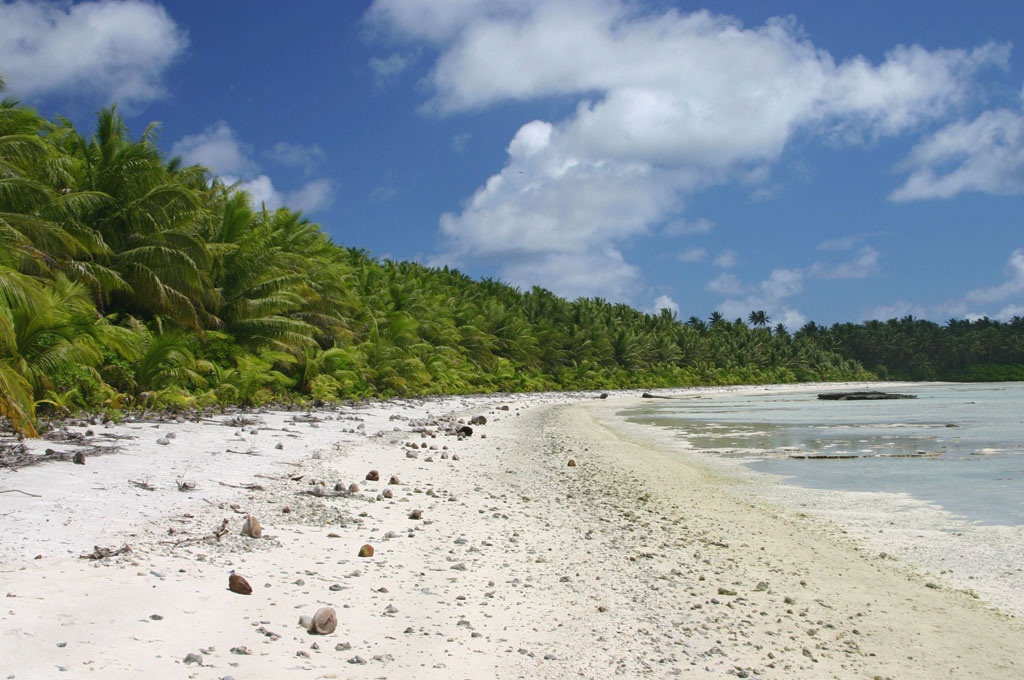
Plage sur l'atoll Palmyra

L'atoll est annexé au Royaume d'Hawaï le 15 avril 1862, sous le règne du roi Kamehameha IV. Ce dernier confia la mission d'annexion au capitaine Zenas Bent et à Johnson Beswick Wilkinson, deux citoyens d'Hawaï. Tout au long des décennies suivantes, la possession de l'atoll changea de mains à plusieurs reprises. Bent vendit ses droits sur l'île à Wilkinson le 24 décembre 1862 et l'atoll fut détenu par Kalama Wilkinson (la veuve de Johnson) jusqu'en 1885. Ce territoire fut ensuite divisé entre les trois héritiers des Wilkinson, dont deux cédèrent immédiatement leurs droits à William Luther Wilcox qui les céda ensuite à la Pacific Navigation Company. En 1897, cette compagnie fut liquidée et ses intérêts vendus d'abord à William Ansel Kinney, puis à Fred Wunderburg. Quant au troisième héritier des Wilkinson, il vendit ses droits à William Ringer qui les revend lui-même au juge Cooper en 1912. Enfin, en 1889, le Britannique Nichols qui dirige le HMS Cormorant proclame la souveraineté britannique sur l'atoll, ignorant la précédente annexion par le royaume d'Hawaï.
Malgré ses divers rebondissements, l'île reste un territoire hawaïen jusqu'à l'annexion de l'archipel par les États-Unis en 1898. L'atoll reste inclus dans le Territoire d'Hawaï lorsque celui-ci fut créé lors de l'annexion. Néanmoins, lors de la transformation du Territoire d'Hawaï en tant que 50e État américain, l'atoll sera exclu de celui-ci. En 1911, un second acte d'annexion de l'atoll par les Américains est proclamé pour mettre définitivement fin aux revendications britanniques. Cet acte du Congrès fait de l'atoll Palmyra l'unique territoire incorporé et non-organisé des États-Unis.
Après une action en justice, le juge Cooper devint l'unique propriétaire de l'atoll et il visita l'île en juillet 1913 aux côtés des scientifiques Charles Montague Cooke Jr et Joseph Rock qui publièrent une description scientifique du territoire.
Le 19 août 1922, Cooper céda la totalité de l'atoll à l'exception de deux îlots à Leslie et Ellen Fullard-Leo. Ces deux personnes créèrent la Palmyra Copra Company chargée d'exploiter les cocotiers de l'atoll. Leurs trois fils, dont l'acteur Leslie Vincent, devinrent ensuite les propriétaires de l'île à l'exception de la période où le territoire fut administré par l'US Navy au cours de la Seconde Guerre mondiale (1940-1945).

### Sous la juridiction de l'US Navy

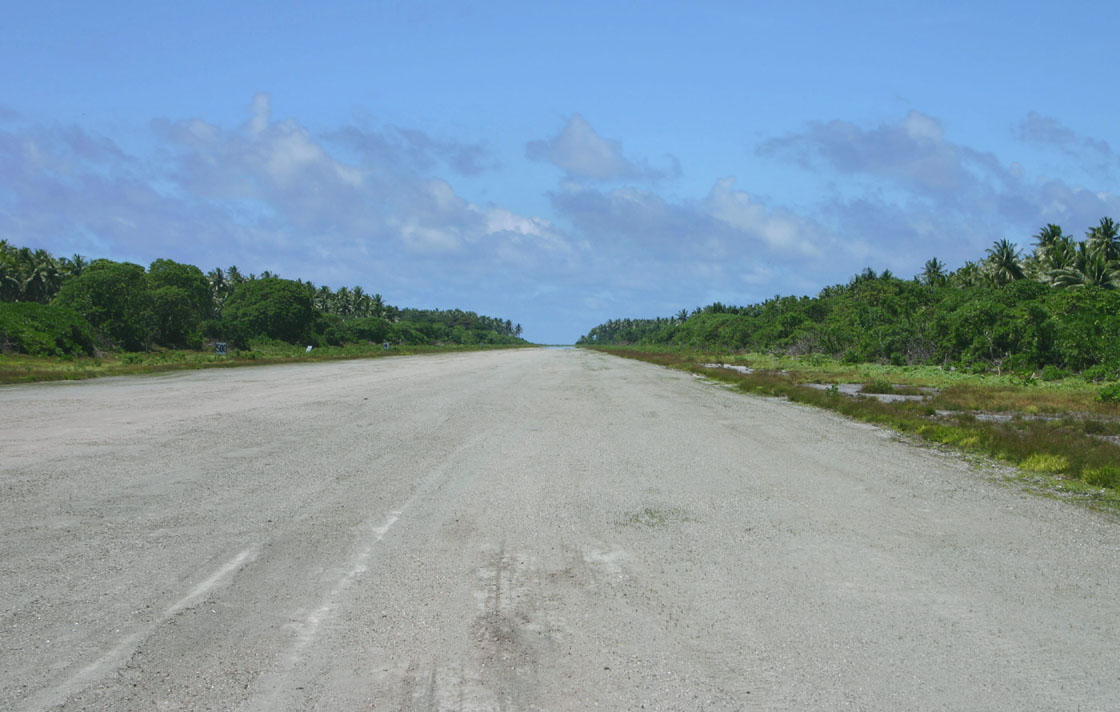
Piste d'atterrissage de l'atoll Palmyra.

En 1934, l'atoll Johnston, le récif Kingman et l'atoll Palmyra furent placés sous la juridiction du Département de la Marine des États-Unis. La Marine prit alors le contrôle de l'atoll pour y établir la base aéronavale de l'atoll Palmyra le 15 août 1941.
À la fin de la Seconde Guerre mondiale, la plus grande partie de la base aéronavale fut détruite et ses matériaux amassés puis brûlés sur l'atoll avant d'être jetés dans le lagon ou laissés sur place dans le cas des explosifs. Après la guerre, la famille Fullard-Leo intenta une action en justice dans le but de récupérer la propriété de l'atoll Palmyra. En effet, le juge Cooper avait légué une partie de ses droits sur l'atoll à cette famille en 1922. La famille Fullard-Leo remporta le procès en 1947 et la famille Cooper conserva la propriété de seulement deux des cinq îles.
Lorsqu'Hawaï fut admise comme 50e État des États-Unis en 1959, l'atoll Palmyra fut explicitement exclu du nouvel État et devint un territoire fédéral incorporé administré par le département de l'intérieur américain. En 1962, le département américain de la défense utilisa l'atoll Palmyra comme site d'observation pour les essais nucléaires en haute altitude au-dessus de l'atoll Johnston.

## Conservation et restauration
The Nature Conservancy achète les droits de propriété de la famille Fullard-Leo en l'an 2000, et l'atoll est reconnu en tant que refuge faunique national l'année suivante. D'une superficie de 2 041,27 km2, la réserve faunique est intégrée au Pacific Remote Islands Marine National Monument le 9 janvier 2009.
En 2011, le Fish and Wildlife Service (FWS), The Nature Conservancy et Island Conservation lancent un vaste programme pour éradiquer la horde de rats non-indigènes arrivés sur l'atoll Palmyra pendant la Seconde Guerre mondiale. À une époque, on estime que jusqu'à 30 000 rats ont vécu sur l'atoll, se nourrissant des œufs d'oiseaux de mer indigènes et détruisant les jeunes pousses de l'un des plus grands peuplements de Pisonia grandis du Pacifique. Les rats sont entièrement éliminés en juin 2011 à l'aide de brodifacoum, et 84 carcasses d'animaux de 15 espèces différentes (oiseaux, poissons, reptiles et invertébrés) sont recueillis pour une analyse résiduelle de potentielles mortalités non ciblées. Des résidus de brodifacoum sont détectés dans 84,3 % des échantillons analysés avec des effets sublétaux et à long terme inconnus,. L'un des effets secondaires observés est la disparition de la population de moustiques tigres asiatiques de l'île. Il est déclaré que c'est là la première fois que l'élimination d'une espèce indésirable entraîne l'élimination d'une deuxième espèce indésirable. L'autre espèce de moustique de l'île, le Culex quinquefasciatus, préfère se nourrir sur les oiseaux. Il n'est donc pas affecté par l'élimination des rats,.
Le suivi post-éradication des rats met en lumière un accroissement considérable du nombre de pousses de Pisonia grandis, espèce d'arbre essentielle dans l'écosystème des îles du Pacifique. Cinq ans après l'éradication, on constate une multiplication par 13 des pousses de cocotier Cocos nucifera, et l'apparition de deux nouvelles espèces de crabes.
À partir de 2019, The Nature Conservancy travaille en partenariat avec Island Conservation et la FWS pour restaurer la forêt tropicale indigène de l'atoll Palmyra en supprimant les palmiers à noix de coco dominants, C. nucifera, qui, d'après la conservation, sont le résultat d'anciennes plantations de coprah et d'activités militaires. D'autres arbres fournissent un habitat à 11 espèces d'oiseaux de mer, et la conservation écrit que leur rétablissement à travers l'atoll encouragerait la croissance des coraux et pourrait atténuer l'impact local d'une élévation du niveau de la mer. En décembre 2019, un demi-million de pousses de cocotiers ont été supprimées, et le suivi de la réponse de l'écosystème est en cours.
En 2022, la FWS annonce le projet de réintroduire dans l'atoll Palmyra le martin-chasseur cannelle, espèce endémique de Guam, qui y est éteinte à l'état sauvage à la suite de l'introduction de serpents Boiga irregularis dans les années 1950.
Du fait de l'emplacement de l'atoll Palmyra dans l'océan Pacifique, à un endroit où les courants du sud et du nord se rencontrent, ses plages se jonchent de déchets et de débris. On y retrouve des quantités de bouées d'amarrage et de bouteilles en plastique.